# هانز لوتز
هانز لوتز (بالألمانية: Hans Lutz) مواليد 31 مارس 1949 في شتوتغارت، هو دراج ألماني سابق. سبق أن شارك في دورة الألعاب الأولمبية الصيفية وفاز بميدالية أولمبية.

## الميداليات
| الميدالية | المسابقة                       |
| --------- | ------------------------------ |
| برونزية   | الألعاب الأولمبية الصيفية 1972 |
| ذهبية     | الألعاب الأولمبية الصيفية 1976 |

## روابط خارجية
- هانز لوتز على موقع أرشيف الدراجات (الإنجليزية)
- هانز لوتز على موقع CycleBase (الإنجليزية)
- هانز لوتز على موقع أوليمبيديا (الإنجليزية)